# Colegiul Național „Unirea” din Brașov

Sigla colegiului

Colegiul Național „Unirea” din Brașov este unul dintre cele mai prestigioase licee din județul Brașov.
În decursul istoriei sale, actuala instituție a avut mai multe denumiri printre care: Școala Civilă de Fete de Stat, Școala Superioară de Fete, Liceul "Principesa Elena", Liceul de Fete. În consiliul profesoral extraordinar ținut în ziua de 20 ianuarie 1959, sărbătorindu-se centenarul Unirii Principatelor Române, s-a decis în unanimitate ca liceul să poarte numele de "Unirea".
Tradiția înființării Școlii Civile de Fete în anul 1897 își găsește originea în apariția institutelor de fete din oraș în cea de-a doua jumătate a secolului al XIX-lea. Conduse de institutoare - precum Philippine Barrout, Marie Joanelli sau Henriette Vautier - venite din spațiul francofon aceste școli răspund unei cerințe crescânde a societății brașovene de a se ralia programelor de învățământ din Europa occidentală. Dintre acestea, Institutul Vautier înființat în anul 1854 poate fi considerat predecesorul de drept al Școlii Civile de Fete, atât prin longevitatatea sa - încheiându-și activitatea în 1899 - cât și prin curriculumul oferit - limba franceză fiind principala materie de studiu alături de limba germană, maghiară și română, pian, caligrafie, desen, croitorie, istorie, geografie, matematică și religie.
Între anii 1922 și 1948, perioadă în care liceul purta numele "Principesa Elena", sunt înscrise peste cinci sute de eleve anual (557 în 1938). Din anul 2005, colegiul are și clase de gimnaziu.

## Alumni
- Krizbai Béla Dan - diplomat, vicepreședinte al Institutului Cultural Român.
- Andrei Bodiu (1965-2014) - poet.
- Marius Oprea (n.1964) - istoric, președinte al Centrului de Investigare a Crimelor Comunismului (CICC).
- Renate Weber (n.1955) - juristă, deputată în Parlamentul European (2007-2019) și Avocat al Poporului (2019-prezent).
- Mariana Nicolescu (1948-2022) - soprană, membru de onoare al Academiei Române, Ambasador Onorific UNESCO.
- Alexandru I. Herlea (n.1942) - inginer, profesor universitar la Conservatoire national des arts et métiers, Ministrul Integrării Europene (1996-1999) și ambasador al Misiunii României pe lângă Uniunea Europeană (2000-2001)
- Nicolae Edroiu (1939-2018) - istoric, absolvent al Collège d'Europe din Bruges, membru corespondent al Academiei Române, prorector al Universității Babeș-Bolyai (1984-1990) și director al Institutului de Istorie "George Barițiu" al Academiei Române (2007-2018) din Cluj.[4]
- Stela Popescu (1935-2017) - actriță de teatru și film.